# Cañón Point
Der Cañón Point (spanisch Punta Cañón ‚Kanonenspitze‘; im Vereinigten Königreich Icarus Point) ist eine Landspitze an der Danco-Küste des Grahamlands auf der Antarktischen Halbinsel. Sie markiert die Südwestseite der Einfahrt zur Bancroft Bay.
Teilnehmer der Belgica-Expedition (1897–1899) des belgischen Polarforschers Adrien de Gerlache de Gomery nahmen am 7. Februar 1898 eine grobe Kartierung vor. Der Name der Landspitze ist erstmals auf einer argentinischen Landkarte aus dem Jahr 1954 zu finden. Das Advisory Committee on Antarctic Names übertrug die Originalbenennung im Jahr 1965 ins Englische. Das UK Antarctic Place-Names Committee dagegen benannte die Landspitze 1960 nach Ikarus, dem Sohn des Erfinders Daidalos aus der griechischen Mythologie.